# 異常球菌-棲熱菌門
本分類名稱尚未確定，目前根據伯傑氏手冊暫稱爲異常球菌-棲熱菌門。本門包括一些能抵抗嚴酷環境的球狀細菌，分爲兩個目。異常球菌目只有一個屬，異常球菌屬（Deinococcus），包括幾個耐輻射的種，並且由於能夠吃掉核污染和一些有毒物質而出名。棲熱菌目包括幾個耐熱的屬。其中水生棲熱菌（Thermus aquaticus）的耐高溫DNA聚合酶（Taq酶）被廣泛應用於聚合酶鏈式反應（PCR）。
這些細菌具有厚的細胞壁，因此染色爲革蘭氏陽性。但它們具有第二層細胞膜，結構上和革蘭氏陰性細菌更接近。

## 下属

### 異常球菌綱(Deinococci)
- 異常球菌目(Deinococcales)
  - 異常球菌科(Deinococcaceae)
    - 異常桿菌屬(Deinobacter)
    - 異常球菌屬(Deinococcus)

  - 特呂珀菌科(Trueperaceae)
    - 特呂珀菌屬(Truepera)
- 棲熱菌目(Thermales)
  - 棲熱菌科(Thermaceae)
    - 海棲熱菌屬(Marinithermus)
    - 亞棲熱菌屬(Meiothermus)
    - 海洋棲熱菌屬(Oceanithermus)
    - 棲熱菌屬(Thermus)
    - 火山棲熱菌屬(Vulcanithermus)